# Little Caesars Arena
La Little Caesars Arena è un palazzetto per lo sport e intrattenimento con sede a Midtown Detroit, Michigan. Lo stadio è stato inaugurato il 5 settembre 2017 divenendo la nuova casa dei Detroit Pistons di NBA e dei Detroit Red Wings di NHL, sostituendo rispettivamente gli ormai vetusti The Palace e la Joe Louis Arena.
Per la prima volta dal 1978 i Detroit Pistons tornano a giocare stabilmente nella città di Detroit.